# Parafia Najświętszej Maryi Panny Królowej Polski w Dąbrówkach
Parafia Najświętszej Maryi Panny Królowej Polski w Dąbrówkach – parafia rzymskokatolicka, znajdująca się w archidiecezji przemyskiej, w dekanacie Łańcut II. 

## Historia
Dąbrówki zostały założone ok. 1584 roku przez Krzysztofa Pileckiego.  W 1927 roku powstał dom zakonny Sióstr Służebniczek Dębickich. W 1953 roku w oratorium domu zakonnego urządzono kaplicę półpubliczną. W 1957 roku rozbudowano kaplicę. 
W 1957 roku został sprowadzony cudowny Obraz Matki Bożej pochodzący z Truskawiec koło Lwowa. W 1966 roku został utworzony samodzielny rektorat, w którym posługiwał ks. kan. Tadeusz Zych.
W 1968 roku została erygowana parafia, z wydzielonego terytorium parafii farnej w Łańcucie. W 1971 roku rozpoczęto budowę nowego kościoła. 15 października 1972 roku bp Ignacy Tokarczuk poświęcił kościół pw. Najświętszej Maryi Panny Królowej Polski.
2 września 2018 roku odbyła się koronacja Obrazu Matki Bożej Królowej Serc Naszych.
Na terenie parafii jest 1 536 wiernych (w tym: Dąbrówki – 1 448, Wola Dalsza część – 56, Rakszawa część – 6).
Proboszczowie parafii:
1966–1991. ks. kan. Tadeusz Zych.
1992–1998. ks. Edward Stochla.
1998–2023. ks. kan. Czesław Pucnal.
2023– nadal ks. Dariusz Wojnar.

## Cudowny Obraz Królowej Serc Naszych
Obraz pochodzi z końca XVII wieku. W 1859 roku w Truskawcu zbudowano kaplicę, która w latach 1912–1913 została rozbudowana i konsekrowana jako kościół pw. Wniebowzięcia najświętszej Maryi Panny. W 1938 roku została erygowana parafia Truskawiec. W tym kościele rozwinął się kult cudownego Obrazu Matki Boskiej. 
W 1944 roku bandy UPA zamierzały wymordować Polaków. Ludność schroniła się w kościele, a banderowcy zaczęli szturmować drzwi. Wówczas zdjęto obraz z ołtarza i przystawiono do drzwi. Po wyważeniu drzwi banderowcy ujrzeli Cudowny Obraz, uklękli i puścili Polaków wolno. 
Polacy wyjeżdżając z Truskawca zabrali Cudowny Obraz do Polski. Część repatriantów osiedliła się w Dąbrówkach, a obraz znalazł się w Domu Generalnym sióstr Służebniczek Dębickich w Dębicy. W 1957 roku z polecenia proboszcza łańcuckiej fary, obraz przywieziono do kaplicy sióstr Służebniczek Dębickich w Dąbrówkach. W niedługim czasie po przybyciu obrazu, kaplica po uderzeniu pioruna cudownie ocalała.
W 1966 roku przy kaplicy został utworzony rektorat, a w 1968 roku samodzielna parafia i wtedy rozpoczął się w Dąbrówkach kult Cudownego Obrazu.
2 września 2018 roku odbyła się koronacja Cudownego Obrazu pod przewodnictwem abpa Adama Szala. Przybyli także abp Mieczysław Mokrzycki, abp Józef Michalik, bp Tomáš Holub, bp Stanisław Jamrozek.
Abp Mieczysław Mokrzycki powiedział w homilii:

…
Przez dziesiątki lat spoglądałaś Matko na ludzi chorych w Truskawcu i byłaś dla nich uzdrowieniem. Przez dziesiątki lat pielgrzymowali do Ciebie ludzie różnych wyznań i narodowości, aby być Matką zjednoczenia ludzkich serc. Byłaś z tamtym ludem również wtedy, kiedy zawierucha wojny zmieniła oblicze naszej ziemi. Kiedy brat stanął przeciw bratu. Kiedy polała się krew niszcząca wielowiekową przyjaźń i sąsiedzki pokój. Nie zostawiłaś również swego ludu, kiedy trzeba było pakować swój dobytek, wsiadać do wagonów i wyruszać w poszukiwaniu nowego domu. Stało się tak ponieważ nowa władza nie potrzebowała już Boga i nie potrzebowała Matki Syna Bożego. Dlatego wraz z wiernymi opuściłaś Truskawiec, aby znaleźć nowy dom, pośród nowego ludu, który przyjął Ciebie, który otworzył przed Tobą drzwi swojego kościoła i pokochał Cię, jako swoją Matkę...